# In 100 Years...
Singles de Modern Talking
Jet Airliner
(1987) You're My Heart, You're My Soul '98
(1998)
In 100 Years... est une chanson du duo allemand Modern Talking incluse dans leur sixième album studio, In the Garden of Venus, paru le 30 novembre 1987.
Le 9 novembre 1987, trois semaines avant la sortie de l'album, la chanson a été publiée en single. C'est l'unique single de cet album.
La chanson a atteint la 30e place en Allemagne.